# Peter Persidis
Peter Persidis (8. března 1947 Vídeň – 21. ledna 2009 Vídeň) byl rakouský fotbalista, obránce. Byl řeckého původu, jeho otec Kostas Persidis hrál v Řecku za Proodeftiki FC a Aris Piraeous. Zemřel 21. ledna 2009 ve věku 56 let na infarkt myokardu.

## Fotbalová kariéra
V rakouské bundeslize hrál za First Vienna FC 1894 a SK Rapid Wien a v řecké lize za Olympiakos Pireus. Získal tři mistrovské tituly v řecké lize a jeden v rakouské lize, dvakrát vyhrál řecký pohár a jednou rakouský pohár. V Poháru mistrů evropských zemí nastoupil v 6 utkáních, v Poháru vítězů pohárů ve 4 utkáních a v Poháru UEFA nastoupil v 9 utkáních. Za reprezentaci Rakouska nastoupil v letech 1976–1978 v 7 utkáních. Byl členem rakouské reprezentace na Mistrovství světa ve fotbale 1978, ale do utkání nenastoupil.

## Ligová bilance
| Ročník                                | Zápasy | Góly | Klub                 |
| ------------------------------------- | ------ | ---- | -------------------- |
| Rakouská fotbalová Bundesliga 1967/68 | 11     | 0    | First Vienna FC 1894 |
| Rakouská Erste Liga 1968/69           | -      | -    | First Vienna FC 1894 |
| Rakouská fotbalová Bundesliga 1969/70 | 30     | 0    | First Vienna FC 1894 |
| Rakouská fotbalová Bundesliga 1970/71 | 29     | 1    | First Vienna FC 1894 |
| 1. řecká liga 1971/72                 | 16     | 0    | Olympiakos Pireus    |
| 1. řecká liga 1972/73                 | 14     | 3    | Olympiakos Pireus    |
| 1. řecká liga 1973/74                 | 30     | 5    | Olympiakos Pireus    |
| 1. řecká liga 1974/75                 | 28     | 3    | Olympiakos Pireus    |
| Rakouská fotbalová Bundesliga 1975/76 | 20     | 0    | SK Rapid Wien        |
| Rakouská fotbalová Bundesliga 1976/77 | 35     | 2    | SK Rapid Wien        |
| Rakouská fotbalová Bundesliga 1977/78 | 31     | 1    | SK Rapid Wien        |
| Rakouská fotbalová Bundesliga 1978/79 | 32     | 0    | SK Rapid Wien        |
| Rakouská fotbalová Bundesliga 1979/80 | 35     | 0    | SK Rapid Wien        |
| Rakouská fotbalová Bundesliga 1980/81 | 18     | 0    | SK Rapid Wien        |
| Rakouská fotbalová Bundesliga 1981/82 | 11     | 0    | SK Rapid Wien        |
| CELKEM 1. rakouská liga               | 252    | 4    |                      |
| CELKEM 1. řecká liga                  | 88     | 11   |                      |

## Trenérská kariéra
Trénoval VSE St. Pölten a SK Rapid Wien.